# Saša Gajser
Saša Gajser est un footballeur international slovène né le 11 février 1974 à Maribor qui évoluait au poste de milieu de terrain.

## Biographie
International, il reçoit 27 sélections en équipe de Slovénie de 1999 à 2003. Il fait partie de l'équipe slovène lors de l'Euro 2000 puis lors de la Coupe du monde 2002.

## Carrière
- 1991-1994 :  NK Maribor
- 1994-1995 :  NK Drava
- 1995-1996 :  NK Ljubljana
- 1996-1997 :  NK Nafta Lendava
- 1997-1999 :  NK Rudar Velenje
- 1999-2002 :  KAA La Gantoise
- 2002-2003 :  Olympiakos Nicosie

## Palmarès
Avec le NK Rudar :
- Vainqueur de la Coupe de Slovénie en 1998